# بامبركار
بامبركار (بالإنجليزية: BumperCar)‏ هو متصفح ويب يعمل على نظام Mac OS X من تطوير شركة Freeverse Software وهو موجه بشكل أساسي للأطفال. يحتوي البرنامج على ضوابط أبوية رقابية مُكثفة كفلترة المواقع، حجب المعلومات الشخصية، إنشاء قوائم سوداء، قوائم بيضاء كما يمكن أيضاً تحديد مدة جلسات التصفح بحدود زمنية معينة.
الإصدار الثاني من البرنامج مبني على إطار عمل WebKit كما هو الحال أيضاً مع العديد من البرامج التي تطورها شركة The Omni Group.

## وصلات خارجية
- BumperCar.